# Wojciechówka (województwo wielkopolskie)
Wojciechówka – wieś w Polsce, w województwie wielkopolskim, w powiecie kaliskim, w gminie Żelazków.
W latach 1975–1998 miejscowość należała administracyjnie do województwa kaliskiego.